# Карпентъров анолис
Карпентъров анолис (Anolis carpenteri) е вид влечуго от семейство Dactyloidae. Видът е незастрашен от изчезване.

## Разпространение
Разпространен е в Коста Рика, Никарагуа и Панама.